# Мартынов, Дмитрий Евгеньевич
Дми́трий Евге́ньевич Марты́нов (род. 12 марта 1980, Казань, Татарская АССР, РСФСР, СССР) — российский историк, синолог, доктор исторических наук, профессор кафедры китаеведения и азиатско-тихоокеанских исследований Института международных отношений Казанского (Приволжского) федерального университета. Википедист, участник проектов Викимедиа. Лауреат Вики-премий за 2012 и 2014—2022 годы. Эксперт РАН.

## Биография
Дмитрий Евгеньевич Мартынов родился 12 марта 1980 года в Казани, внук писателя Анатолия Ламберова. В 1994—1997 годах обучался в Академическом колледже при Казанском университете у П. А. Шмакова.
В 1997 году поступил на исторический факультет Казанского университета, в 2002 году окончил его.
В 2004 году защитил диссертацию на соискание учёной степени кандидата исторических наук по теме «Конфуцианское учение в политической теории и практике КНР : 60—90-е гг. XX в.» (специальность 07.00.03 — Всеобщая история).
В 2013 году защитил диссертацию на соискание учёной степени доктора исторических наук по теме «Проект „Великого единения“ Кан Ю-вэя и западные социальные утопии в общественно-политической мысли Китая : XIX — первая треть XX вв.» (специальность 07.00.03 — Всеобщая история).
Профессор кафедры китаеведения и азиатско-тихоокеанских исследований Института международных отношений Казанского (Приволжского) федерального университета.
Учёное звание — доцент (2012).
Член диссертационных советов КФУ.055.2. по защите в области политических и исторических наук, и диссертационного совета КФУ.057.1 по защите в области философских наук. Подготовил одного кандидата и одного доктора наук.
Женат на Мартыновой Юлии Александровне (в девичестве Марабаева), которая тоже является научным сотрудником кафедры китаеведения и азиатско-тихоокеанских исследований Института международных отношений Казанского (Приволжского) федерального университета.

## Сведения о научно-просветительской деятельности

### Сфера научных интересов
- Синология
- История общественной мысли
- Сравнительная философия

### Членство в редколлегиях научных журналов
- Архив российской китаистики (Москва)
- Учёные записки Казанского университета (гуманитарные науки)
- Казанский вестник молодых учёных
- Главный редактор научного журнала «Modern Oriental Studies = Современные востоковедческие исследования» (г. Казань, ISSN 2686-9675)[1][8]
- Член редакционного совета и редколлегии журнала «Казанское востоковедение» (ISSN печатной версии: 2949-1401)

### Перечни научных трудов
- Профиль автора. Журналы РАН. Дата обращения: 11 сентября 2019.
- Профиль автора. Институт восточных рукописей РАН. Дата обращения: 2 августа 2020.
- Сводный перечень публикаций. Казанский университет. Дата обращения: 11 сентября 2019.
- Статьи. КиберЛенинка. Дата обращения: 11 сентября 2019.
- Труды в базе «Истина». ЦЭМИ РАН. Дата обращения: 11 сентября 2019.
- Труды. Google Академия. Дата обращения: 11 сентября 2019.

### Перечень научных конференций с участием Д. Мартынова
- Информация на сайте. Казанский университет. Дата обращения: 11 сентября 2019.

### Избранные открытые лекции, интервью
- У истоков империи: как турки-османы попали в Европу: открытая лекция Д. Мартынова. Реальное время (1 мая 2018). Дата обращения: 11 сентября 2019.
- 1-я открытая лекция Д. Мартынова из цикла «Слависты России и мира о Льве Толстом». YouTube (29 июня 2018). Дата обращения: 11 сентября 2019.
- 2-я открытая лекция Д. Мартынова из цикла «Слависты России и мира о Льве Толстом». YouTube (29 июня 2018). Дата обращения: 11 сентября 2019.
- Интервью Ильи Курченко с Дмитрием Мартыновым. YouTube (20 августа 2019). Дата обращения: 11 сентября 2019.
- «Самопрезентация китайской цивилизации в XXI веке» (Мартынов Д.Е.). Открытая лекция на международной зимней исторической школе. YouTube (19 марта 2021). Дата обращения: 20 марта 2021.
- Лекция «Пётр Великий в реформаторских планах Кан Ю-вэя 1898 г.» Дмитрий Мартынов. UNIVER TV. YouTube. Дата обращения: 8 ноября 2022.

### Перечень открытых лекций, выступлений в СМИ
- Перечень открытых лекций Д. Мартынова, его выступлений в СМИ. Казанский университет. Дата обращения: 11 сентября 2019.